# AGM-65 Maverick
AGM-65 Maverick — це ракета «повітря — поверхня» (AGM), призначена для безпосередньої підтримки з повітря. Це найпоширеніша високоточна ракета у західному світі, яка ефективна проти широкого кола тактичних цілей, включаючи броню, протиповітряну оборону, кораблі, наземний транспорт і сховища палива.
Розробка почалася в 1966 році в Hughes як перша ракета з електронним контрастним самонаведенням. Ракета надійшла на озброєння ВПС США в серпні 1972 року. З тих пір вона експортувалася в більш ніж 30 країн і сертифікована на 25 літаках. Maverick служив під час війни у В'єтнамі, Судного дня, Ірану та Іраку та війни в Перській затоці, а також в інших менших конфліктах, знищуючи ворожі сили та об'єкти з різним ступенем успіху.
З моменту введення в експлуатацію численні версії Maverick були розроблені та виготовлені з використанням електрооптичних, лазерних та інфрачервоних систем наведення. AGM-65 має два типи боєголовок: один має контактний підривник у носовій частині, інший має важку боєголовку, оснащену детонатором уповільненої дії, який проникає в ціль своєю кінетичною енергією перед детонацією. Наразі ракета виробляється компанією Raytheon Missile Systems.
Maverick має таку саму конфігурацію, що й AIM-4 Falcon Hughes і AIM-54 Phoenix, і розміри більші 2.4 м у довжину та 30 см в діаметрі.

## Розробка
Історія розробки Maverick почалася в 1965 році, коли ВПС США (USAF) розпочали програму розробки заміни AGM-12 Bullpup. З діапазоном 16,3 км (8,8 морська миля), радіокерований Bullpup був представлений у 1959 році та вважався операторами «срібною кулею». Однак літак-носій під час польоту ракети повинен був летіти прямо до цілі, а не виконувати маневри ухилення, ризикуючи екіпажем. Навіть коли він влучав, маленька 110 кілограмова бойова частина була ефективна лише проти маленьких цілей типу бункер. ВПС США розпочали серію проектів, щоб замінити Bullpup, обидві більші версії Bullpup, моделі C і D, а також серію адаптацій Bullpup, що пропонують наведення за принципом «вистрілив і забув». Серед останніх були AGM-83 Bulldog, AGM-79 Blue Eye і AGM-80 Viper.
З 1966 по 1968 рік Hughes Missile Systems Division і Rockwell змагалися за контракт на створення абсолютно нової ракети типу «вистрілив — забув» з набагато більшою дальністю, ніж будь-яка з версій Bullpup. Кожному було виділено по 3 мільйони доларів для попереднього проектування та інженерних робіт Maverick у 1966 році. У 1968 році Hughes виграв 95 мільйонний контракт на подальшу розробку та випробування ракети; водночас варіанти контракту передбачали придбання 17 тис. ракет. Hughes провів плавну розробку AGM-65 Maverick, здійснивши перший некерований випробувальний запуск з F-4 18 вересня 1969 року, з першим керованим випробуванням 18 грудня, успішно виконавши пряме влучення в ціль танк M41 в Центрі розробки ракет ВПС на базі ВПС Холломан, Нью-Мексико.

У липні 1971 року ВПС США та Hughes підписали договір на суму 69,9 мільйонів доларів та 2000 ракет, перша з яких була поставлена в 1972 році. Незважаючи на те, що перші оперативні результати були сприятливими, військові планувальники передбачали, що Маверік буде менш успішним у туманних умовах Центральної Європи, де його могли б використовувати проти сил Варшавського договору. Таким чином, розробка версії AGM-65B «Scene Magnified» почалася в 1975 році, перш ніж вона була поставлена наприкінці 1970-х років. Коли виробництво AGM-65A/B було завершено в 1978 році, було виготовлено понад 35 000 ракет. 
З'явилося більше версій Maverick, серед яких була AGM-65C/E з лазерним наведенням. Розробку AGM-65C розпочав у 1978 році Rockwelll, який побудував низку дослідних ракет для ВПС США. Через високу вартість версія не була закуплена ВВС США, а натомість надійшла на озброєння Корпусу морської піхоти США (USMC) як AGM-65E.
Іншою важливою розробкою був AGM-65D, який використовував інфрачервону головку самонаведення. Завдяки отриманню зображень на основі випромінюваного тепла IIR працює в будь-яку погоду, а також демонструє покращену продуктивність у отриманні та відстеженні гарячих двигунів, таких як у танках і вантажівках, що мало бути однією з його основних місій. Головка шукача механічно сканувала сцену над охолоджуваним азотом масивом 4 на 4 пікселя, використовуючи серію дзеркальних граней, врізаних у внутрішню поверхню кільцеподібного головного гіроскопа.  П'ятирічний період розробки AGM-65D розпочався в 1977 році і завершився першою поставкою ВПС США в жовтні 1983 року. Версія отримала початкову експлуатаційну здатність у лютому 1986 року.
AGM-65F — це гібридний Maverick, який поєднує в собі БІХ-самонаведення AGM-65D, боєголовку й рухову установку AGM-65E. Розгорнутий ВМС США (USN), AGM-65F оптимізований для морських ударних ролей. Перший запуск AGM-65F з P-3C відбувся в 1989 році, а в 1994 році USN уклало з Unisys контракт на інтеграцію версії з P-3C. Тим часом Hughes виготовив AGM-65G, який, по суті, має ту саму систему наведення, що й D, з деякими модифікаціями програмного забезпечення, які відстежують більші цілі.
У середині 1990-х і на початку 2000-х років було кілька ідей щодо підвищення потенціалу Maverick. Серед них був мертвонароджений план використання активної радіолокаційної самонаведення Maverick міліметрових хвиль, яка може визначити точну форму цілі. Інше дослідження під назвою «Проект Longhorn» було проведено Hughes, а пізніше Raytheon після поглинання Hughes у Raytheon, розглядав версію Maverick, обладнану турбореактивними двигунами замість ракетних двигунів. «Maverick ER», як його охрестили, матиме «значне збільшення радіусу дії» порівняно з поточним діапазоном Maverick у 25 кілометрів (16 миля). Від цієї пропозиції відмовилися, але якби Maverick ER надійшов у виробництво, він замінив би AGM-119B Penguin на MH-60R.
Найсучаснішими версіями Maverick є AGM-65H/K, які були у виробництві Станом на  2007. AGM-65H був розроблений шляхом з'єднання AGM-65B з пристроєм самонаведення із зарядним зв'язком (CCD), оптимізованим для операцій у пустелі та який має втричі більшу дальність, ніж оригінальний телевізійний датчик; паралельна програма USN, спрямована на переробку AGM-65F з новішими системами самонаведення ПЗЗ, призвела до створення AGM-65J. AGM-65K, тим часом, був розроблений шляхом заміни ІЧ-системи наведення AGM-65G на електрооптичну телевізійну систему наведення.

## Дизайн
Maverick має модульну конструкцію, що дозволяє приєднувати до ракетного двигуна різні комбінації пакета наведення та боєголовки для створення іншої зброї. Він має дельтоподібні крила з довгою хордою та циліндричний корпус, що нагадує AIM-4 Falcon та AIM-54 Phoenix.
У різних моделях AGM-65 використовуються електрооптичні, лазерні та інфрачервоні системи наведення. AGM-65 має два типи боєголовок: один має контактний підривник у носовій частині, інший має важку боєголовку, оснащену детонатором уповільненої дії, який проникає в ціль своєю кінетичною енергією перед детонацією. Останній найбільш ефективний проти великих твердих цілей. Рушійною установкою для обох типів є твердопаливний ракетний двигун за бойовою частиною.
Ракета Maverick не здатна самостійно навестися ціль; ціль повинна бути введена пілотом або офіцером систем озброєння (WSO), після чого вона слідує траєкторії до цілі автономно. У A-10 Thunderbolt II, наприклад, відеосигнал із головки самонаведення передається на екран у кабіні, де пілот може перевірити зафіксовану ціль ракети перед запуском. Пілот зсуває перехрестя на дисплеї, щоб встановити приблизну ціль, після чого ракета автоматично розпізнає ціль і націлюється на неї. Після запуску ракета не потребує додаткової допомоги від літака-носія та автоматично стежить за ціллю. Ця властивість «запустив і забув» не використовується версією E, яка використовує напівактивне лазерне самонаведення.

## Модифікації
|             | AGM-65A/B                                    | AGM-65D                                                          | AGM-65E                                                          | AGM-65F/G                                                        | AGM-65Н                                                          | AGM-65G                                                          | AGM-65K                                                          |
| ----------- | -------------------------------------------- | ---------------------------------------------------------------- | ---------------------------------------------------------------- | ---------------------------------------------------------------- | ---------------------------------------------------------------- | ---------------------------------------------------------------- | ---------------------------------------------------------------- |
| Довжина     | 2,49 м (8 фут 2 дюйм)                        | 2,49 м (8 фут 2 дюйм)                                            | 2,49 м (8 фут 2 дюйм)                                            | 2,49 м (8 фут 2 дюйм)                                            | 2,49 м (8 фут 2 дюйм)                                            | 2,49 м (8 фут 2 дюйм)                                            | 2,49 м (8 фут 2 дюйм)                                            |
| Розмах крил | 72 см (28,3 дюйм)                            | 72 см (28,3 дюйм)                                                | 72 см (28,3 дюйм)                                                | 72 см (28,3 дюйм)                                                | 72 см (28,3 дюйм)                                                | 72 см (28,3 дюйм)                                                | 72 см (28,3 дюйм)                                                |
| Діаметр     | 30 см (12 дюйм)                              | 30 см (12 дюйм)                                                  | 30 см (12 дюйм)                                                  | 30 см (12 дюйм)                                                  | 30 см (12 дюйм)                                                  | 30 см (12 дюйм)                                                  | 30 см (12 дюйм)                                                  |
| вага        | 210 кг (462 фунт)                            | 220 кг (485 фунт)                                                | 293 кг (645 фунт)                                                | 306 кг (675 фунт)                                                | 210 або 211 кг (462 або 465 фунт)                                | 297 кг (654 фунт)                                                | 306 кг (675 фунт)                                                |
| швидкість   | 1 150 км/год (620 вуз)                       | 1 150 км/год (620 вуз)                                           | 1 150 км/год (620 вуз)                                           | 1 150 км/год (620 вуз)                                           | 1 150 км/год (620 вуз)                                           | 1 150 км/год (620 вуз)                                           | 1 150 км/год (620 вуз)                                           |
| Діапазон    | Більше 22 км (12 морська миля)               | Більше 22 км (12 морська миля)                                   | Більше 22 км (12 морська миля)                                   | Більше 22 км (12 морська миля)                                   | Більше 22 км (12 морська миля)                                   | Більше 22 км (12 морська миля)                                   | Більше 22 км (12 морська миля)                                   |
| Керівництво | Електрооптичний                              | Інфрачервоне зображення                                          | Лазерна                                                          | Інфрачервоне зображення                                          | Пристрій із зарядовим зв'язком                                   | Пристрій із зарядовим зв'язком                                   | Пристрій із зарядовим зв'язком                                   |
| Привід      | Твердопаливна ракета Thiokol SR109-TC-1      | Твердопаливна ракета Thiokol SR114-TC-1 (або Aerojet SR115-AJ-1) | Твердопаливна ракета Thiokol SR114-TC-1 (або Aerojet SR115-AJ-1) | Твердопаливна ракета Thiokol SR114-TC-1 (або Aerojet SR115-AJ-1) | Твердопаливна ракета Thiokol SR114-TC-1 (або Aerojet SR115-AJ-1) | Твердопаливна ракета Thiokol SR114-TC-1 (або Aerojet SR115-AJ-1) | Твердопаливна ракета Thiokol SR114-TC-1 (або Aerojet SR115-AJ-1) |
| Боєголовка  | 57 кг (126 фунт) кумулятивний заряд WDU-20/B | 57 кг (126 фунт) кумулятивний заряд WDU-20/B                     | 136 кг (300 фунт) WDU-24/B наскрізний вибух-осколковий           | 136 кг (300 фунт) WDU-24/B наскрізний вибух-осколковий           | 57 кг (126 фунт) WDU-20/B кумулятивно-зарядні                    | 136 кг (300 фунт) WDU-24/B наскрізний вибух-осколковий           | 136 кг (300 фунт) WDU-24/B наскрізний вибух-осколковий           |

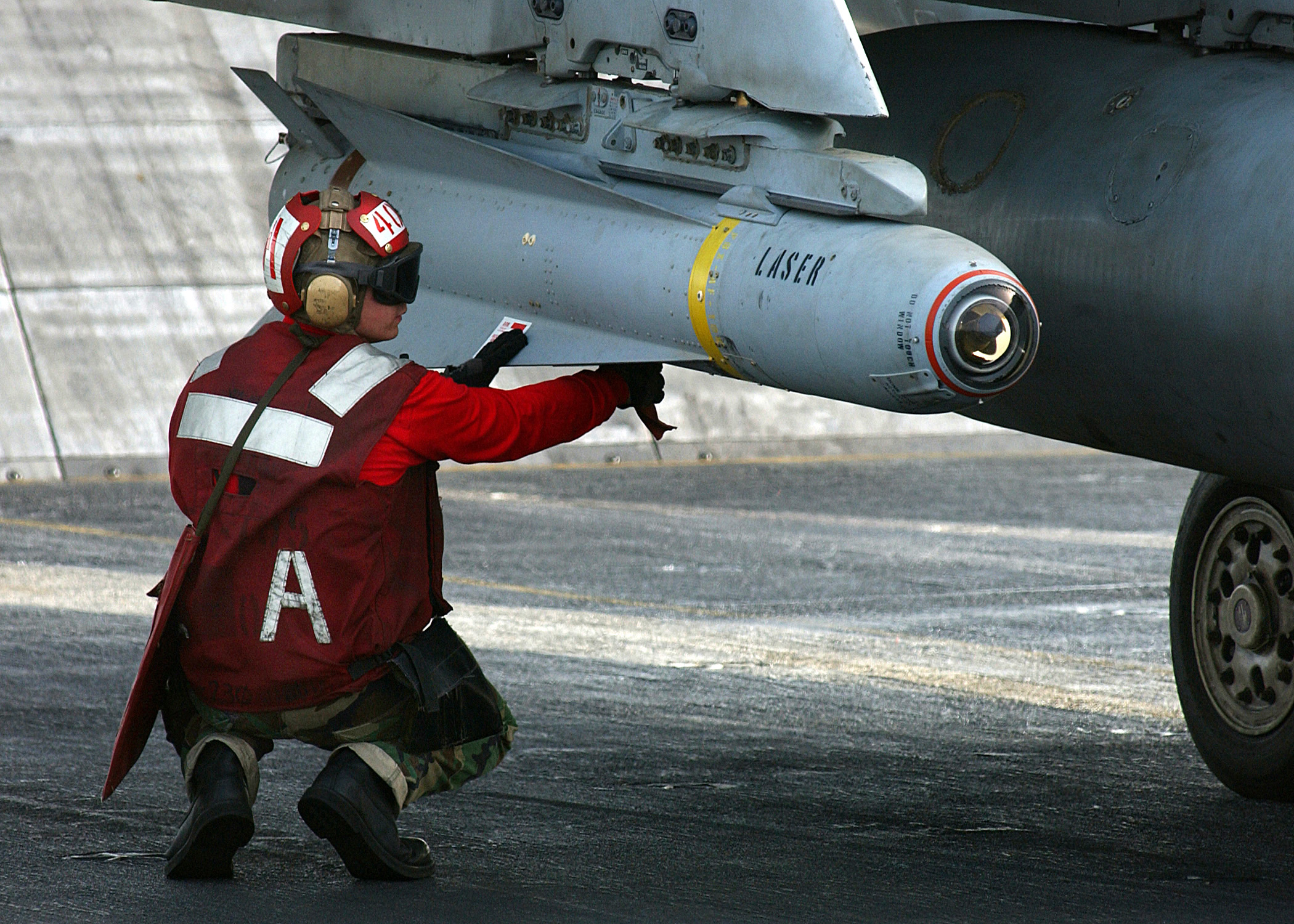
Лазер AGM-65E Maverick на USN F/A-18C, 2004 р.

- Maverick A є базовою моделлю і використовує електрооптичну телевізійну систему наведення. Більше не на службі в США.
- Maverick B схожий на модель A, хоча модель B додала оптичне масштабування для прицілювання на малі або віддалені цілі.
- Maverick C мав бути варіантом з лазерним наведенням для Корпусу морської піхоти США (USMC). Він був скасований перед виробництвом, однак його вимоги пізніше були виконані Maverick E.
- Maverick D замінив електрооптичне наведення на інфрачервону систему візуалізації, яка подвоїла практичну дистанцію стрільби та дозволила використовувати її вночі та під час поганої погоди. У цій моделі також був представлений ракетний двигун зі зниженим димом. Свою початкову експлуатаційну здатність він досяг у 1983 році.
- Maverick E використовує систему наведення лазерного цілевказівника, оптимізовану для укріплених установок із використанням запалу із затримкою дії в поєднанні з більш важкою проникаючою осколково-вибуховою боєголовкою (140 кг (300 фунт) проти 57 кг (125 фунт) у старих моделях), який перфорує ціль своєю кінетичною енергією перед детонацією. Він отримав IOC в 1985 році і використовувався в основному авіацією USMC.
- Maverick F, розроблений спеціально для ВМС США, використовує модифіковану інфрачервону систему наведення Maverick D, оптимізовану для відстеження кораблів, встановлених на корпусі Maverick-E і боєголовці.
- Модель Maverick G по суті має ту саму систему наведення, що й D, з деякими модифікаціями програмного забезпечення, які дозволяють пілоту відстежувати більші цілі. Головною відмінністю моделі G є її більш важка бойова частина з проникаючою частиною, взята від Maverick E, порівняно з кумулятивною боєголовкою моделі D. Він завершив випробування в 1988 році.
- Модель Maverick H — це ракета AGM-65B/D, модернізована новою самонаведенням із зарядним зв'язком (ПЗЗ), яка краще підходить для пустельних умов.
- Модель Maverick J — це ракета ВМС AGM-65F, модернізована новою ГСН ПЗС. Однак це перетворення не підтверджено.
- Модель Maverick K — це AGM-65G, модернізована ПЗС-самонаведенням; щонайменше 1200, але, можливо, до 2500 снарядів AGM-65G планується перевести на стандарт AGM-65K.
- Модель Maverick E2/L оснащена системою самонаведення з лазерним наведенням, яка дозволяє вказувати літаком-носієм, іншим літаком або наземним джерелом і може вражати невеликі, швидко рухомі та маневрові цілі на землі та на морі.

## Використання

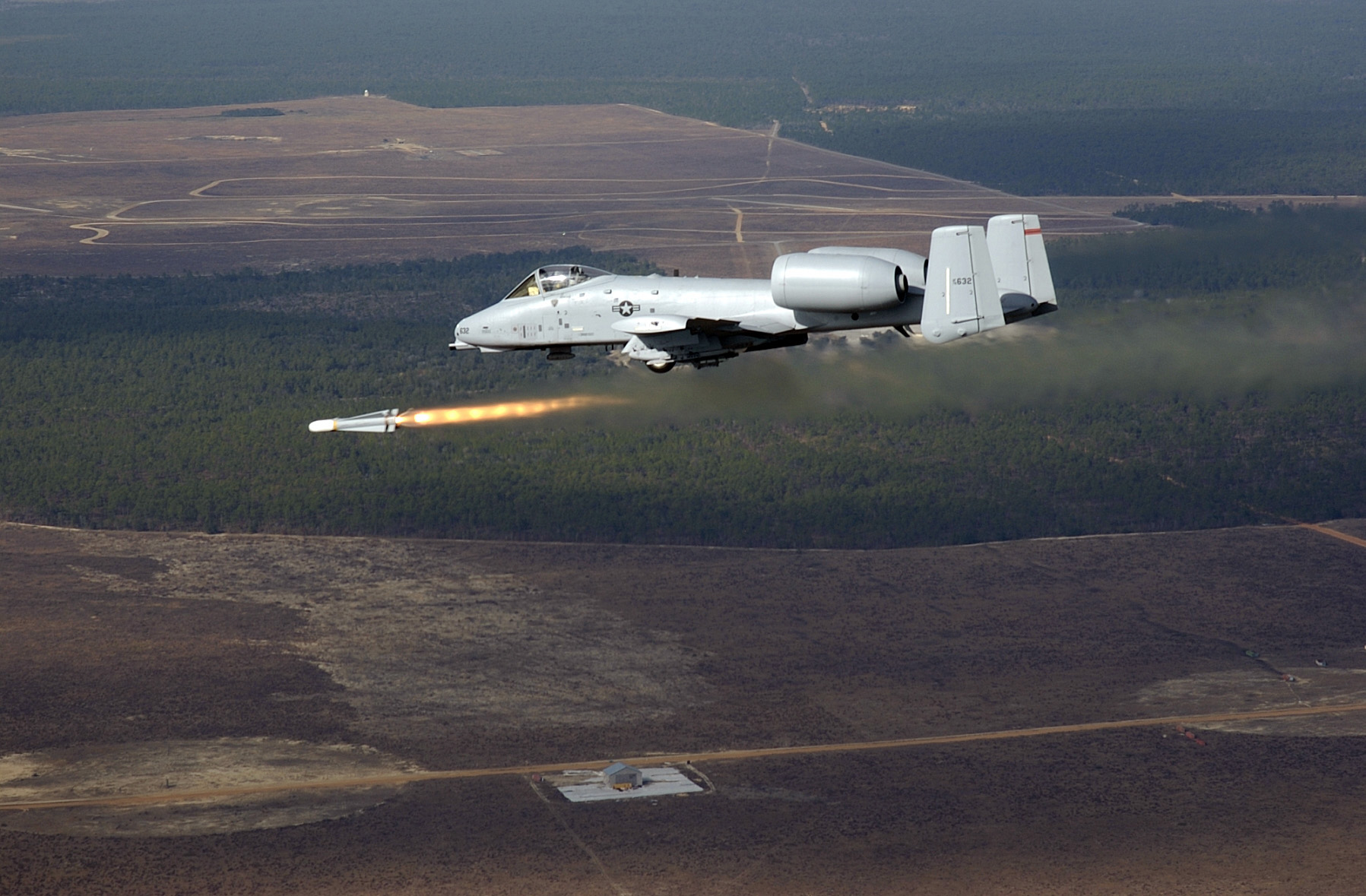
A-10 запускає ракету Maverick

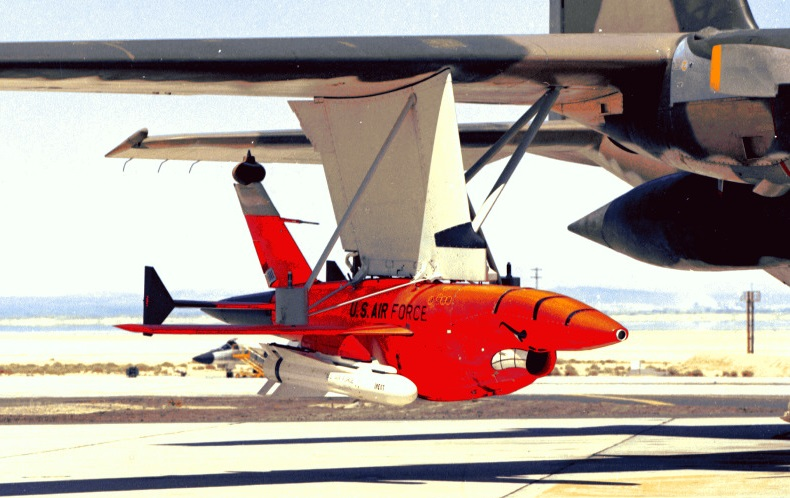
Дрон Firebee з двома AGM-65 Mavericks для ударної місії.

Maverick було оголошено придатною до експлуатації 30 серпня 1972 року з F-4D/ E та A-7, спочатку дозволеними для цього типу; ракета здійснила свій бойовий дебют через чотири місяці з ВПС США під час війни у В'єтнамі. Під час війни Судного дня в жовтні 1973 року ізраїльтяни використовували Mavericks для знищення та виведення з ладу техніки противника. Розгортання ранніх версій Mavericks у цих двох війнах було успішним завдяки сприятливим атмосферним умовам, які підходили електрооптичному телевізійному голку. Протягом двох воєн було випущено дев'яносто дев'ять ракет, вісімдесят чотири з яких були успішними. [N 1] .
Маверік використовувався для випробувань з безпілотним літальним апаратом BGM-34A у 1972—1973 роках. Цілевказівка могла здійснюватися за допомогою телекамери в носовій частині БПЛА. або використання самонаведення протирадіолокаційної ракети AGM-45 Shrike, яку також має БПЛА, для визначення цілі, на яку може зафіксуватися камера Maverick.
У червні 1975 року під час прикордонного зіткнення з'єднання іранських F-4E Phantoms знищило групу іракських танків, випустивши по них 12 Mavericks. Через п'ять років, під час операції «Морварід» у рамках ірано-іракської війни, іранські F-4 використовували Mavericks, щоб потопити три ракетні катери Osa II і чотири бойові кораблі P-6. Через ембарго на зброю Ірану довелося оснастити свої гелікоптери AH-1J SeaCobra ракетами AGM-65 Maverick і використати їх з певним успіхом у різних операціях, таких як операція Fatholmobin, під час якої іранські AH-1J випустили 11 Maverick.
У серпні 1990 року Ірак вторгся в Кувейт. На початку 1991 року очолювана США коаліція здійснила операцію «Буря в пустелі», під час якої Маверік відіграв вирішальну роль у витісненні іракських військ з Кувейту. Використовувалися F-15E Strike Eagles, F/A-18 Hornets, AV-8B Harriers, F-16 Fighting Falcons і A-10 Thunderbolt II, але використовувалися в основному двома останніми, більше 5000 Maverick використовувалися для атаки на броньовані цілі. Найбільш використовуваним варіантом ВПС США був керований IIR AGM-65D. Повідомлений коефіцієнт влучності ВПС США Mavericks становив 80–90 %, а для USMC — 60 %. Maverick знову використовувався в Іраку під час війни в Іраку 2003 року, під час якої було випущено 918.
Перший раз Maverick було обстріляно з Lockheed P-3 Orion по ворожому судну, коли USN і підрозділи коаліції прийшли на допомогу лівійським повстанцям, щоб вступити в бой з кораблем лівійської берегової охорони Vittoria в порту Місрата, Лівія, під час пізній вечір 28 березня 2011 р. Літак морського патруля USN P-3C ракетами AGM-65 Maverick забив і обстріляв Вітторію.

## Пускові платформи

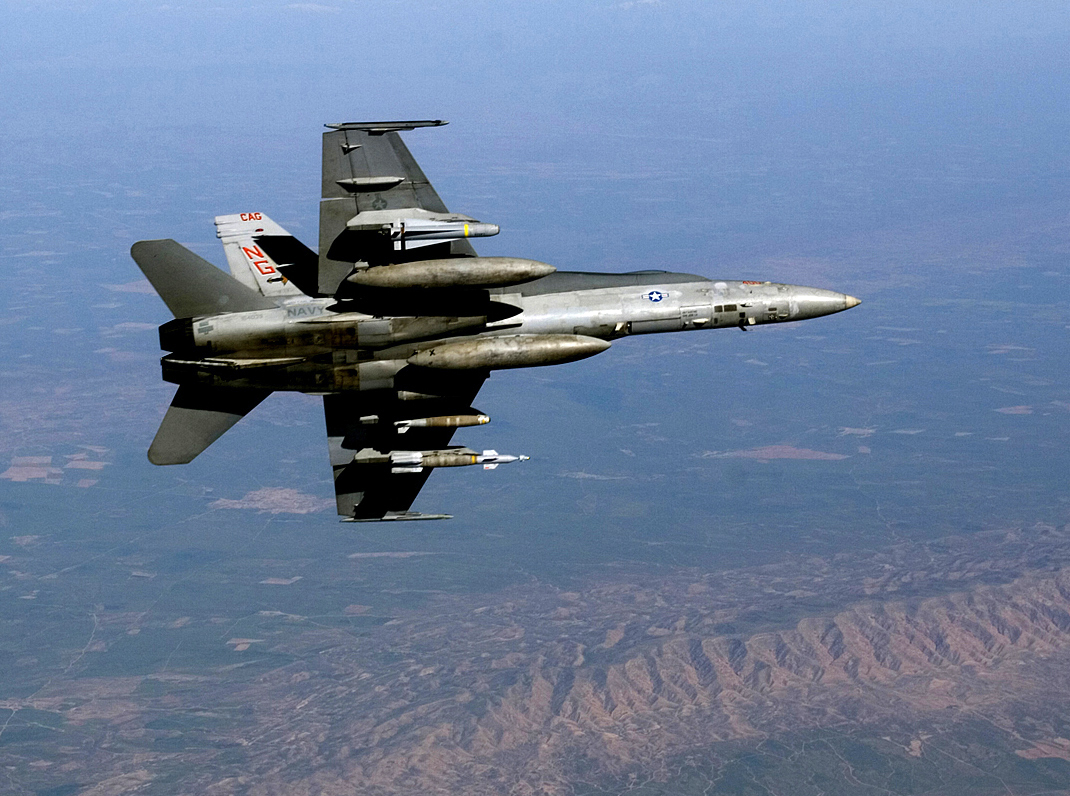
F/A-18C Hornet ВМС США, озброєний AGM-65 Maverick

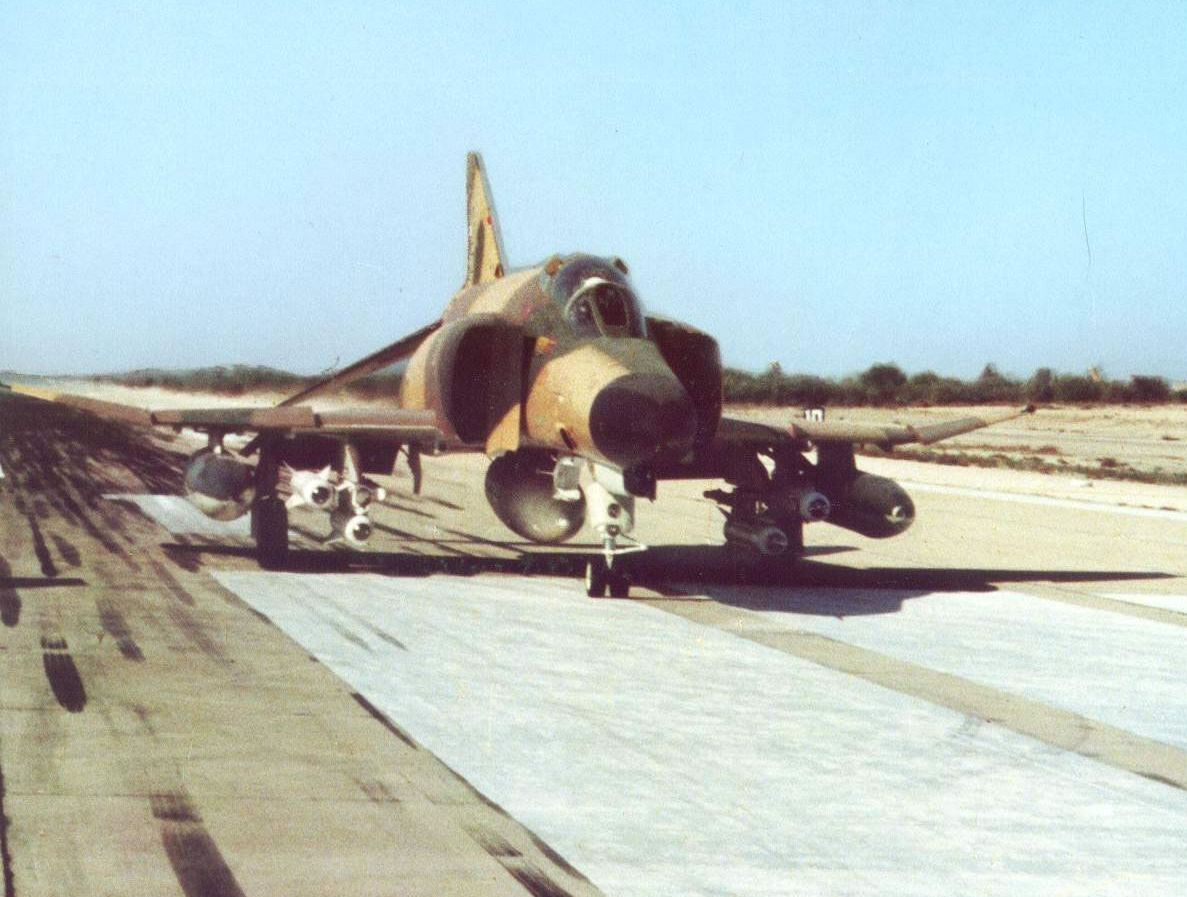
F-4E Phantom II Імперських ВПС Ірану з чотирма AGM-65 Mavericks

### Сполучені Штати
Пускові установки LAU-117 Maverick використовувалися на літаках армії США, USN, USAF і USMC (деякі платформи можуть завантажувати потрійні пускові установки LAU-88, якщо вони налаштовані та авторизовані):
- Bell AH-1W SuperCobra[22]
- Boeing AH-64 Apache[2]
- Boeing F/A-18E/F Super Hornet[23]
- McDonnell Douglas A-4M Skyhawk
- Grumman A-6 Intruder[22]
- Fairchild Republic A-10 Thunderbolt II[20]
- General Dynamics F-111 Aardvark[22]
- General Dynamics F-16 Fighting Falcon[20]
- Kaman SH-2G Super Seasprite[22]
- Lockheed P-3 Orion[21]
- LTV A-7 Corsair II[7]
- McDonnell Douglas AV-8B Harrier II[20]
- McDonnell Douglas F-4 Phantom II[7]
- McDonnell Douglas F-15E Strike Eagle[20]
- McDonnell Douglas F/A-18 Hornet[20]

### Цитування
1. ↑  AGM-65 Maverick. United States Air Force. 16 листопада 2007. Архів оригіналу за 1 серпня 2013. Процитовано 19 грудня 2011.
2. 1 2 3  AGM-65 Maverick (PDF). Raytheon. 2001. Архів оригіналу (PDF) за 4 листопада 2013. Процитовано 22 грудня 2011. [Архівовано 2013-11-04 у Wayback Machine.]
3. ↑  AGM-65 Maverick Tactical Air-Ground Missile, United States of America. Airforce Technology.com. Архів оригіналу за 22 липня 2015. Процитовано 17 липня 2015.
4. 1 2  AGM-65 Maverick (PDF). Raytheon. 2007. Архів оригіналу (PDF) за 28 липня 2012. Процитовано 22 грудня 2011.
5. 1 2 3  Clancy, 1995
6. ↑  Lambeth, Benjamin (2000). The Transformation of American Air Power. Cornell University Press. с. 39. ISBN 0801438160.
7. 1 2 3 4 5 6 7  Maverick: smarter than average. Flight International. 23 листопада 1972. Архів оригіналу за 5 листопада 2013. Процитовано 20 грудня 2011.
8. ↑  Maverick Under Control. Flight International: 582. 9 жовтня 1969. Архів оригіналу за 25 вересня 2015. Процитовано 22 вересня 2015.
9. 1 2 3 4 5  Clancy, 1995
10. 1 2  Clancy, 1995
11. 1 2 3  Lewis, Paul (30 April – 6 May 2002). Raytheon considers turbojet as part of Maverick missile upgrade package. Архів оригіналу за 8 квітня 2014. Процитовано 21 грудня 2011.
12. ↑  Clancy, 1995
13. ↑  Air-to-ground: Hughes AGM-65 Maverick. Flight International. 2 серпня 1980. Архів оригіналу за 5 листопада 2013. Процитовано 20 грудня 2011.
14. ↑  Pretty, 1976
15. ↑  Laur та Llanso, 1995
16. ↑  Operation Morvarid. Iinavy.org. Архів оригіналу за 11 лютого 2012. Процитовано 22 грудня 2011.
17. ↑  axgig.com https://web.archive.org/web/20130516192527/http://axgig.com/images/79016160811542429413.jpg. Архів оригіналу за 16 травня 2013. {{cite web}}: Пропущений або порожній |title= (довідка) [Архівовано 2013-05-16 у Wayback Machine.]
18. ↑  Welcome Shahed Magazines. Архів оригіналу за 2 лютого 2014.
19. ↑  http://www.aja.ir/portal/File/ShowFile.aspx?. Архів оригіналу за 3 лютого 2014. Процитовано 12 липня 2022. {{cite web}}: Зовнішнє посилання в |title= (довідка) [Архівовано 2014-02-03 у Wayback Machine.]
20. 1 2 3 4 5 6 7  Elliott, Simon. The Missiles That Worked. Flight International. с. 38. Архів оригіналу за 8 квітня 2014. Процитовано 20 грудня 2011.
21. 1 2  U.S. 6th Fleet Public Affairs (31 березня 2011). Navy Firsts During Odyssey Dawn. United States European Command. Архів оригіналу за 9 квітня 2014. Процитовано 20 грудня 2011.
22. 1 2 3 4  LAU-117 Maverick Launcher. FAS Military Analysis Network. 23 квітня 2000. Архів оригіналу за 8 квітня 2014. Процитовано 21 грудня 2011.
23. ↑  F/A-18 fact file. United States Navy. 13 жовтня 2006. Архів оригіналу за 11 січня 2014. Процитовано 21 грудня 2011.